# Licking County
Licking County ist ein County im Bundesstaat Ohio der Vereinigten Staaten. Der Verwaltungssitz (County Seat) ist Newark.

## Geographie
Das County liegt nahezu zentral in Ohio und hat eine Fläche von 1783 Quadratkilometern, wovon fünf Quadratkilometer Wasserfläche sind. Es grenzt im Uhrzeigersinn an folgende Countys: Knox County, Coshocton County, Muskingum County, Perry County, Fairfield County, Franklin County und Delaware County.

## Geschichte
Licking County wurde am 30. Januar 1808 aus Teilen des Fairfield County gebildet. Benannt wurde es nach den Salzblöcken (Salt Licks), die hier in der Gegend zu finden waren.
Im County liegt eine National Historic Landmark, die Newark Earthworks. 59 Bauwerke und Stätten des Countys sind im National Register of Historic Places eingetragen (Stand 10. Mai 2018).

## Demografische Daten
Nach der Volkszählung im Jahr 2000 lebten im Licking County 145.491 Menschen in 55.609 Haushalten und 40.149 Familien. Die Bevölkerungsdichte betrug 82 Einwohner pro Quadratkilometer. Ethnisch betrachtet setzte sich die Bevölkerung zusammen aus 95,64 Prozent Weißen, 2,06 Prozent Afroamerikanern, 0,30 Prozent amerikanischen Ureinwohnern, 0,58 Prozent Asiaten, 0,02 Prozent Bewohnern aus dem pazifischen Inselraum und 0,30 Prozent aus anderen ethnischen Gruppen; 1,10 Prozent stammten von zwei oder mehr Ethnien ab. 0,76 Prozent der Bevölkerung waren spanischer oder lateinamerikanischer Abstammung.
Von den 55.609 Haushalten hatten 34,4 Prozent Kinder und Jugendliche unter 18 Jahre, die bei ihnen lebten. 58,5 Prozent waren verheiratete, zusammenlebende Paare, 10,0 Prozent waren allein erziehende Mütter, 27,8 Prozent waren keine Familien, 23,1 Prozent waren Singlehaushalte und in 9,1 Prozent lebten Menschen im Alter von 65 Jahren oder darüber. Die Durchschnittshaushaltsgröße betrug 2,56 und die durchschnittliche Familiengröße lag bei 3,01 Personen.
Auf das gesamte County bezogen setzte sich die Bevölkerung zusammen aus 26,0 Prozent Einwohnern unter 18 Jahren, 8,8 Prozent zwischen 18 und 24 Jahren, 29,4 Prozent zwischen 25 und 44 Jahren, 23,9 Prozent zwischen 45 und 64 Jahren und 11,9 Prozent waren 65 Jahre alt oder darüber. Das Durchschnittsalter betrug 37 Jahre. Auf 100 weibliche Personen kamen 94,8 männliche Personen. Auf 100 Frauen im Alter von 18 Jahren oder darüber kamen statistisch 92,0 Männer.
Das jährliche Durchschnittseinkommen eines Haushalts betrug 44.124 USD, das Durchschnittseinkommen der Familien betrug 51.969 USD. Männer hatten ein Durchschnittseinkommen von 37.957 USD, Frauen 26.884 USD. Das Prokopfeinkommen betrug 20.581 USD. 5,5 Prozent der Familien und 7,5 Prozent der Bevölkerung lebten unterhalb der Armutsgrenze. Davon waren 9,1 Prozent Kinder oder Jugendliche unter 18 Jahre und 7,5 Prozent waren Menschen über 65 Jahre.